# Nikitinka (stacja kolejowa)
Nikitinka (ros. Никитинка) – stacja kolejowa w miejscowości Nikitinka, w rejonie chołmskim, w obwodzie smoleńskim, w Rosji. Położona jest na linii Durowo – Władimirskij Tupik.
Stacja istniała przed II wojną światową.